# 4 x 400 meter stafett för herrar i friidrott vid olympiska sommarspelen 1988
4 x 400 meter stafett för herrar vid olympiska sommarspelen 1988 i Seoul avgjordes den 30 september-1 oktober. 

## Medaljörer
| Gren          | Guld                                                                                                   | Guld    | Silver | Silver  | Brons                                                                                                  | Brons   |
| 4 x 400 meter | USA · Danny Everett · Steve Lewis · Kevin Robinzine · Butch Reynolds · Antonio McKay* · Andrew Valmon* | 2.56,16 | Jamaica · Howard Davis · Devon Morris · Winthrop Graham · Bert Cameron · Trevor Graham* · Howard Burnett* | 3.00,30 | Västtyskland · Norbert Dobeleit · Edgar Itt · Jörg Vaihinger · Ralf Lübke · Mark Henrich* · Bodo Kuhn* | 3.00,56 |

## Resultat

### Final
- Hölls lördagen den 1 oktober 1988

| Placering | Nation         | Final                                                                  | Tid         |
| --------- | -------------- | ---------------------------------------------------------------------- | ----------- |
|           | USA            | • Danny Everett • Steve Lewis • Kevin Robinzine • Butch Reynolds       | 2.56,16 EWR |
|           | Jamaica        | • Howard Davis • Devon Morris • Winthrop Graham • Bert Cameron         | 3.00,30     |
|           | Västtyskland   | • Norbert Dobeleit • Edgar Itt • Jörg Vaihinger • Ralf Lübke           | 3.00,56     |
| 4.        | Östtyskland    | • Jens Carlowitz • Mathias Schersing • Frank Möller • Thomas Schönlebe | 3.01,13     |
| 5.        | Storbritannien | • Brian Whittle • Kriss Akabusi • Todd Bennett • Philip Brown          | 3.02,00     |
| 6.        | Australien     | • Robert Ballard • Mark Garner • Miles Murphy • Darren Clark           | 3.02,49     |
| 7.        | Nigeria        | • Sunday Uti • Moses Ugbusien • Henry Amike • Innocent Egbunike        | 3.02,50     |
| 8.        | Kenya          | • Tito Sawe • Lucas Sang • Paul Ereng • Simeon Kipkemboi               | 3:04.69     |

### Semifinaler
- Hölls fredagen den 30 september 1988

| Placering | Nation          | Heat 1                                                                     | Tid     |
| --------- | --------------- | -------------------------------------------------------------------------- | ------- |
| 1.        | USA             | • Andrew Valmon • Kevin Robinzine • Antonio McKay • Steve Lewis            | 3.02,84 |
| 2.        | Kenya           | • Tito Sawe • Lucas Sang • Paul Ereng • Simeon Kipkemboi                   | 3:03.24 |
| 3.        | Storbritannien  | • Brian Whittle • Kriss Akabusi • Todd Bennett • Philip Brown              | 3:04.60 |
| 4.        | Australien      | • Miles Murphy • Mark Garner • Robert Ballard • Darren Clark               | 3:06.63 |
| 5.        | Barbados        | • Seibert Straughn • Richard Louis • Allan Ince • Elvis Forde              | 3:06.93 |
| 6.        | Elfenbenskusten | • Akissi Kpidi • René Djédjémel Mélédjé • Kouadio Djetnan • Gabriel Tiacoh | 3:07.15 |
| 7.        | Portugal        | • Paulo Curvelo • Filipe Lomba • Antonio Abrantes • Alvaro Silva           | 3:07.75 |
| 8.        | Kanada          | • John Graham • Carl Folkes • Paul Osland • Anton Skerritt                 | 3:09.48 |

| Placering | Nation       | Heat 2                                                                      | Tid     |
| --------- | ------------ | --------------------------------------------------------------------------- | ------- |
| 1.        | Östtyskland  | • Jens Carlowitz • Frank Möller • Mathias Schersing • Thomas Schönlebe      | 3.00,60 |
| 2.        | Västtyskland | • Norbert Dobeleit • Mark Henrich • Jörg Vaihinger • Ralf Lübke             | 3:00.66 |
| 3.        | Jamaica      | • Trevor Graham • Devon Morris • Bert Cameron • Howard Davis                | 3:00.94 |
| 4.        | Nigeria      | • Sunday Uti • Moses Ugbusien • Henry Amike • Innocent Egbunike             | 3:01.13 |
| 5.        | Jugoslavien  | • Branislav Karaulić • Slobodan Popović • Slobodan Branković • Ismail Mačev | 3:01.59 |
| 6.        | Japan        | • Hirofumi Koike • Kenji Yamauchi • Hiromi Kawasumi • Susumu Takano         | 3:03.80 |
| 7.        | Senegal      | • Ousmane Diarra • Babacar Niang • Moussa Fall • Amadou Dia Ba              | 3:07.19 |
| 8.        | Pakistan     | • Bashir Ahmed • Mohammad Sadaqat • Mohammad Afzal • Mohammad Fayyaz        | 3:09.50 |

### Försöksheat
- Hölls fredagen den 30 september 1988

| Placering | Nation         | Heat 1                                                                                 | Tid     |
| --------- | -------------- | -------------------------------------------------------------------------------------- | ------- |
| 1.        | Västtyskland   | • Bodo Kühn • Mark Henrich • Jörg Vaihinger • Ralf Lübke                               | 3.03,90 |
| 2.        | Storbritannien | • Brian Whittle • Paul Harmsworth • Todd Bennett • Philip Brown                        | 3:04.18 |
| 3.        | Japan          | • Hirofumi Koike • Kenji Yamauchi • Hiromi Kawasumi • Susumu Takano                    | 3:05.93 |
| 4.        | Australien     | • Robert Ballard • Mark Garner • Leigh Miller • Miles Murphy                           | 3:05.93 |
| 5.        | Barbados       | • Seibert Straughn • Richard Louis • Allan Ince • Elvis Forde                          | 3:06.03 |
| 6.        | Sierra Leone   | • Horace Dove-Edwin • Felix Sandy • Benjamin Grant • David Sawyer                      | 3:10.47 |
| 7.        | Oman           | • Sulaiman Al-Habsi • Mohamed Amer Al-Malki • Abdullah Al-Khalidi • Mansoor Al-Bulushi | 3:12.89 |
| 8.        | Sydkorea       | • Hwang Hong-Chul • Yoon Nam-Han • Ryu Tae-Keong • Cho Jin-Saeng                       | 3:14.71 |

| Placering | Nation              | Heat 2                                                                      | Tid     |
| --------- | ------------------- | --------------------------------------------------------------------------- | ------- |
| 1.        | Jamaica             | • Howard Burnett • Devon Morris • Trevor Graham • Howard Davis              | 3.04,00 |
| 2.        | Jugoslavien         | • Branislav Karaulić • Slobodan Popović • Slobodan Branković • Ismail Mačev | 3:05.62 |
| 3.        | Portugal            | • Paulo Curvelo • Filipe Lomba • Antonio Abrantes • Alvaro Silva            | 3:07.75 |
| 4.        | Östtyskland         | • Jens Carlowitz • Michael Schimmer • Mathias Schersing • Thomas Schönlebe  | 3:08.13 |
| 5.        | Kanada              | • John Graham • Carl Folkes • Paul Osland • Anton Skerritt                  | 3:09.52 |
| 6.        | Antigua och Barbuda | • Howard Lindsay • Alfred Browne • Oral Selkridge • Larry Miller            | 3:11.04 |

| Placering | Nation          | Heat 3                                                                        | Tid     |
| --------- | --------------- | ----------------------------------------------------------------------------- | ------- |
| 1.        | USA             | • Andrew Valmon • Kevin Robinzine • Antonio McKay • Steve Lewis               | 3.02,16 |
| 2.        | Kenya           | • Tito Sawe • Lucas Sang • Paul Ereng • Simeon Kipkemboi                      | 3:05.21 |
| 3.        | Nigeria         | • Sunday Uti • Moses Ugbusien • Henry Amike • Innocent Egbunike               | 3:06.59 |
| 4.        | Senegal         | • Ousmane Diarra • Babacar Niang • Moussa Fall • Amadou Dia Ba                | 3:06.93 |
| 5.        | Elfenbenskusten | • Akissi Kpidi • Zongo Kuya • Lancine Fofana • Gabriel Tiacoh                 | 3:07.40 |
| 6.        | Pakistan        | • Bashir Ahmed • Mohammad Sadaqat • Mohammad Afzal • Mohammad Fayyaz          | 3:08.54 |
| 7.        | Botswana        | • Joseph Ramotshabi • Kebapetse Gaseitsiwe • Benny Kgarametso • Sunday Maweni | 3:13.16 |